# Eviota melasma
Eviota melasma es una especie de peces de la familia de los Gobiidae en el orden de los Perciformes.

## Morfología
Los machos pueden llegar a alcanzar los 3 cm de longitud total.

## Distribución geográfica
Se encuentra al oeste del Pacífico.

## Observaciones
Es inofensivo para los humanos.